# Hypolaena exsulca
Hypolaena exsulca är en gräsväxtart som beskrevs av Robert Brown. Hypolaena exsulca ingår i släktet Hypolaena och familjen Restionaceae. Inga underarter finns listade i Catalogue of Life.